# EuroVelo 5

Mapa de la ruta EuroVelo 5.

EuroVelo 5 (EV5), llamado Via Romea Francigena, es una ruta ciclista de larga distancia EuroVelo de 3.900 km que va de Canterbury a Roma y finaliza en el puerto italiano de Brindisi. La ruta atraviesa Europa pasando sucesivamente por seis países: Reino Unido, Francia, Bélgica, Luxemburgo, Francia de nuevo, Suiza e Italia.
La EV5 recibe el nombre de Via Romea Francigena por el antiguo camino de Francia a Roma que pasaba por los Alpes: esto se refleja en el nombre en latín del antiguo camino, Via Romea Francigena, que significa "el camino a Roma que viene de Francia". Esta ruta fue documentada en particular por el arzobispo de Canterbury, Sigeric el Serio, quien hizo el viaje de ida y vuelta a Roma en el siglo X.
Tenga en cuenta que también hay un sendero para caminar llamado Via Francigena que sigue más de cerca la ruta de Sigeric desde Canterbury a Roma. Es importante darse cuenta de que la ruta EuroVelo no sigue de ninguna manera la ruta a pie; los dos son muy diferentes. Por ejemplo, el sendero para caminar Via Francigena no pasa por Bélgica o Luxemburgo.

## Ruta
En Inglaterra, la EV5 está completa. La ruta tiene 182 km[cita requerida] y sigue la ruta NCR1 de la National Cycle Network desde Canterbury hasta Dover.
Desde la antigua ciudad de Canterbury, que fue el histórico punto de partida de la Via Francigena de Sigeric, la EV5 luego viaja a la costa y al puerto de Sandwich y termina en Dover, donde un ferry puede llevarlo a Francia para continuar el viaje.
En Inglaterra, la EV5 pasa por Canterbury, Sandwich y Dover.

### En Francia
Hay dos secciones de EV5 en Francia. Una está en el norte: comienza cuando llega desde Inglaterra a Calais antes de salir de Francia, después de Lille para dirigirse a la frontera belga hacia Bruselas. La segunda sección está en el este del país cuando la EV5 vuelve a entrar en Francia desde Luxemburgo, en Sarreguemine (junto a Estrasburgo) y se dirige a Basilea, Suiza.
En la parte norte de Francia, la EV5 pasa por Calais (EV4), Béthune, Lille y Roubaix. Luego cruza la frontera hacia Bélgica (ver más abajo).
En la parte este de Francia, la EV5 llega desde Luxemburgo (ver más abajo) y pasa por las provincias de Lorena y Alsacia. Sigue una serie de canales:
- el Canal des houillères de la Sarre 65 km (40,4 mi) de Sarreguemines a Gondrexange
- el canal Marne-Rin 75 km (46,6 mi) de Gondrexange a Estrasburgo (EV15).
- el antiguo Canal de la Bruche 30 km (18,6 mi) de Estrasburgo a Soultz-les-Bains
- la Ruta del Vino de Alsacia (Véloroute du vignoble d'Alsace) de Soultz-les-Bains a Cernay
- la ruta desde Ochsenfeld y Hardt 50 km (31,1 mi) : Battenheim, Baldersheim, Mulhouse, Kembs y Saint-Louis

### En Bélgica
En julio de 2019, la EV5 en Bélgica se completó en todos los tramos, pero carecía de señalización en Bruselas. En marzo de 2022, se señalizó el tramo de Bruselas, completando la ruta a través de toda Bélgica, hasta Luxemburgo, a A May 2022 .
En Bélgica, la EV5 sigue la ruta ciclista de Flandes LF6 desde la frontera con Francia hasta justo al sur de Bruselas. Después de un viaje por el campo llano, la EV5 atraviesa las colinas de Haspengouw, Hageland y las Ardenas flamencas. De Namur a Dinant atraviesa el valle del Mosa y sus escarpados acantilados antes de tropezar con pequeños pueblos, hermosos ríos y varios bosques de la verde Valonia antes de cruzar a Luxemburgo.
En Bélgica, el EV5 pasa por Bruselas, Namur (EV3) y Martelange.

### En Luxemburgo
En el Gran Ducado de Luxemburgo, la EV5 recorre 107 km y sigue una red de carriles exclusivos para bicicletas desde la frontera belga, a través de su ciudad capital en lo alto de un acantilado, y hacia las fronteras francesa y alemana en Schengen. La EV5 sigue las siguientes rutas nacionales en Luxemburgo: PC18, PC17, PC12, PC13, la ruta Luxemburgo-Ville no. 10, PC1, PC11, PC7 y PC3.
En Luxemburgo, la EV5 pasa por Strassen, Luxemburgo, Hesperange y Schengen. Luego pasa de regreso a Francia (ver arriba).

### En Suiza
En Suiza, la EV5 está completa. Sigue la ruta ciclista nacional suiza no. 3.
Desde Francia, la EV5 pasa por Basilea (EV6, EV15), las montañas del Jura, Aarau, Lucerna, el lago de Lucerna, Andermatt (EV15), el paso de San Gotardo, Bellinzona, el paso de Monte Ceneri, el lago de Lugano, Mendrisio y Chiasso.

### En Italia
En Italia, la EV5 sigue la ruta ciclista BicItalia BI 3 Ciclovia dei Pellegrini que pasa por Roma y sigue una ruta principalmente interior hacia el oeste del país antes de dirigirse al este hacia Brindisi. La ruta en Italia sigue más de cerca la ruta tradicional de la Via Francigena, una ruta que recientemente ha recibido fondos de la UE para restablecer la organización de la hostelería y mejorar la ruta.
En Italia, la EV5 pasa por Milán, Pavia, Fidenza, Piacenza (EV8) Parma, Berceto, Aulla, Florencia (EV7), Siena, Bolsena, Roma (EV7), Fiuggi, Cassino, Benevento, Candela, Gravina in Puglia, Taranto y Brindisi.

## Galería
|                          |
| La EV5 en Kemsley, Kent. |

|                                             |
| La EV5 entre Whitstable y Canterbury, Kent. |

|                                                        |
| La EV5 a lo largo del Canal de Saar, Lorraine, France. |